# Polygonoideae
Polygonoideae je potporodica biljaka cvjetnica iz porodice Polygonaceae ili dvornikovki, red klinčićolike (Caryophyllales).
Potporodicu je opisao Amos Eaton 1836. Neki znanstvenici, Rchb. 1832., u nju klasificiraju tribus Polygoneae s rodom Polygonum.

## Tribusi i rodovi
Potporodicarodica Polygonoideae Eaton ima 7 tribusa sa 23 roda:
- Tribus Oxygoneae T. M. Schust. & Reveal
  1. Oxygonum Burchell ex Campderá (36 spp.)
- Tribus Persicarieae Dumort.
  - Podtribus Persicariinae (Dumort.) Galasso, Soldano & Banfi
    1. Persicaria (L.) Mill. (133 spp.)

  - Podtribus Koenigiinae Dammer in Engler & Prantl
    1. Bistorta (L.) Scop. (44 spp.)
    2. Koenigia L. (50 spp.)

    - Aconogonon (Meisn.) Rchb. →Koenigia L.
- Tribus Fagopyreae Yonek.
  1. Fagopyrum Mill. (29 spp.)
  2. Harpagocarpus Hutch. & Dandy (1 sp.)
- Tribus Pteroxygoneae T. M. Schust. & Reveal
  1. Pteroxygonum Dammer & Diels (2 spp.)
- Tribus Calligoneae C. A. Mey.
  1. Pteropyrum Jaub. & Spach (7 spp.)
  2. Calligonum L. (37 spp.)
- Tribus Rumiceae Dumort.
  1. Oxyria Hill (3 spp.)
  2. Rumex L. (195 spp.)
  3. Rheum L. (55 spp.)

  - Emex Neck. ex Campd. = Rumex L.
- Tribus Polygoneae Rchb.
  1. Knorringia (Czukav.) Tzvelev. (1 sp.)
  2. Caelestium Yurtseva & Mavrodiev (2 spp.)
  3. Bactria Yurtseva & Mavrodiev (1 sp.)
  4. Polygonella Michx. (11 spp.)
  5. Parogonum (Haraldson) Desjardins & J. P. Bailey (2 spp.)

  - PodtribusPolygoninae Roberty & Vautier
    1. Atraphaxis L. (47 spp.)
    2. Duma T. M. Schust. (3 spp.)
    3. Polygonum L. (153 spp.)

  - PodtribusReynoutriinae Roberty & Vautier
    1. Fallopia Adans. (9 spp.)
    2. Muehlenbeckia Meisn. (27 spp.)
    3. Reynoutria Houtt. (6 spp.)